# Ataques químicos en Huế
Los ataques químicos en Hue ocurrieron el 3 de junio de 1963, cuando soldados del Ejército de la República de Vietnam (ERVN) vertieron químicos líquidos de granadas de gas lacrimógeno en las cabezas de civiles budistas que estaban rezando en Huế, Vietnam del Sur. Los budistas estaban protestando contra la discriminación religiosa del régimen del presidente católico Ngô Đình Diệm. Los ataques causaron que 67 personas fueran hospitalizadas por ampollas en la piel y enfermedades respiratorias. Las protestas fueron parte de la crisis budista de 1963, durante la cual la mayoría budista en Vietnam del Sur hizo campaña por la igualdad religiosa, después de que nueve personas fueron asesinadas por las fuerzas del gobierno, mientras estaban desafiando una prohibición que les impedía izar la bandera budista en Vesak. El incidente llevó a que Estados Unidos amenazara en privado retirar el apoyo al Gobierno de Diem y, cuando los estadounidenses finalmente redujeron la ayuda unos meses más tarde, el Ejército lo tomó como una luz verde para ejecutar un golpe de Estado.
Una investigación determinó que los químicos empleados en el ataque procedían de un compuesto líquido de las antiguas granadas de gas lacrimógeno francesas  que no lograron vaporizarse, como debía haber sucedido. Los resultados exoneraron a los soldados del ERVN de las acusaciones de que habían usado gas venenoso o mostaza; sin embargo, la protesta por el ataque ya había forzado a Diem a nombrar un panel de tres ministros para reunirse con los líderes budistas con la finalidad de negociar la igualdad religiosa. Las conversaciones llevaron a la firma del Comunicado Conjunto, pero los cambios políticos que propusieron no fueron implementados y las protestas generalizadas siguieron, llevando al asesinato de Diem en un golpe de Estado militar.

## Antecedentes
En un país donde las encuestas demográficas estiman que la mayoría budista ascendería a 70-90%, las políticas del presidente Ngo Dinh Diem generaron reclamos de sesgo religioso. Como miembro de la minoría católica vietnamita, favoreció políticas pro-católicas que irritaron a muchos budistas. Específicamente, los historiadores consideran su gobierno como parcializado en favor de los católicos en el servicio público y los ascensos militares, así como en la asignación de tierras, favores en los negocios y concesiones fiscales. Muchos oficiales del Ejército de la República de Vietnam se convirtieron al catolicismo bajo la creencia de que sus perspectivas militares dependían de ello. Olvidando que estaba hablando con un budista, Diem le dijo una vez a un oficial de alto rango: «Pon a tus oficiales católicos en lugares sensibles. Pueden ser de confianza». Además, la distribución de armas de fuego a las milicias pueblerinas de autodefensa que pretendía repeler a las guerrillas del Vietcong resultó en que las armas solo fueran proporcionadas a los católicos. Algunos sacerdotes católicos controlaban sus propios ejércitos privados y, en algunas áreas, ocurrieron conversiones forzadas, saqueos, bombardeos y demolición de pagodas budistas. Algunas aldeas budistas se convirtieron masivamente para recibir ayuda o evitar ser reubicados por la fuerza por el régimen de Diem.
La Iglesia católica era la mayor terrateniente en el país y la condición de "privada" que fue impuesta sobre el budismo por las autoridades coloniales franceses, que requerían permiso oficial para realizar actividades públicas budistas y restringieron la construcción de templos budistas, no fue repelida por Diem. Aún peor, la tierra propiedad de la Iglesia católica estuvo exenta de la redistribución bajo los programas de reforma agraria. Los católicos también estaban exentos de facto de la corvea que el gobierno obligaba a todos los ciudadanos y, de manera desproporcionada, asignaba financiamiento a las localidades pobladas por mayorías católicas. Bajo el gobierno de Diem, la Iglesia católica disfrutó de exenciones especiales en la adquisición de propiedades y, en 1959, dedicó el país a la Virgen María. La bandera del Vaticano fue izada regularmente eventos públicos importantes en Vietnam del Sur.